# Марешаль, Анри
Шарль-Анри́ Мареша́ль (фр. Charles Henri Maréchal; 22 января 1842, Париж — 12 мая 1924, там же) — французский композитор, ученик Эмиля Шеве и Эдуара Батиста. Выпускник Парижской консерватории. В 1870 году получил Римскую премию за кантату Le Jugement de Dieu. Композитор нескольких больших опер, а также нескольких комических опер, рождественской оратории (1875) и других церковных произведений, хоров, фортепьянных пьес и романсов. В течение нескольких лет работал музыкальным хроникёром газеты Le Figaro. Оставил воспоминания о музыкальной среде своего времени.

## Основные сочинения
Основные сочинения Анри Марешаля:

### Музыка
- La Nativité, священная поэма, 1875
- Les Amoureux de Catherine, опера, 1876
- La Taverne des Trabans, опера, 1876
- L’Ami Fritz, музыка к драматической пьесе, 1876
- L’Etoile, опера, 1881
- Les Rantzau, музыка к драматической пьесе, 1882
- Les vivants et les mortes, сочинение для вокального квартета с оркестром, 1886
- Le miracle de Naïm, священная поэма, 1887
- Déidamie, опера, 1893
- Calendal, опера, 1894
- Esquisses vénitiennes, симфоническая сюита для оркестра, 1894
- Pin-Sin, опера, 1895
- Daphnis et Chloé, опера, 1899
- Le Lac des Aulnes, опера, 1907
- Crime et châtiment, музыка к драматической пьесе
- Rapsodie, сочинение для скрипки и фортепьяно
- Elégie сочинение для скрипки и фортепьяно
- Chansons du Midi, сочинение для хора
- Provence, сочинение для хора
- Le Voyage, сочинение для хора
- Agnus Dei, мотет в трёх частях
- Kyrie, мотет в трёх частях
- Ave verum, мотет для баритона
- O Salutaris, мотет

### Книги
- Рим: Воспоминания музыканта, 1904
- Париж: Воспоминания музыканта, 1907
- Всеобщая монография об Орфеоне[фр.], 1910
- Письма и воспоминания, 1871—1874, 1920